# Luc-sur-Aude
Luc-sur-Aude é uma comuna francesa na região administrativa de Occitânia, no departamento de Aude. Estende-se por uma área de 7,67 km². Em 2010 a comuna tinha 253 habitantes (densidade: 33 hab./km²).